# 赵店子镇
赵店子镇，是中华人民共和国河北省唐山市迁安市下辖的一个乡镇级行政单位。

## 行政区划
赵店子镇下辖以下地区：
申刘庄村、李官营村、新庄子村、大李庄村、北代庄村、沟南庄村、小店村、康官营村、郑店子村、马古寺村、马庄村、炉上村、营里村、三港湾村和赵店子村。